# شاگونار
شهر شاگونار (به روسی: Шагонар) در کشور روسیه و در جمهوری تووا واقع شده‌است.